# Polonização
 Polonização  (polonês: polonizacja) é uma aquisição ou imposição de elementos da cultura polonesa, especialmente o idioma polonês, experimentado pela população não polonesa dos territórios controlados pela Polônia ou com significativa influência polonesa, em diferentes períodos históricos. A polonização é freqüentemente comparada a outras políticas assimilativas levadas a efeito às vezes por outras potências européias que aspiraram a dominação regional (como por exemplo, a germanização, a romenização ou russificação), ou as políticas praticadas por renascidos países que quiseram aumentar o papel de seus idiomas em suas sociedades (por exemplo, a  ucranização).
A polonização foi principalmente observada nas histórias da República das Duas Nações (ou Primeira República, 1569-1795) e da Segunda República Polonesa (1918-1939), sendo que devido ao grande espaço de tempo entre esses dois momentos históricos, o processo de polonização foi bem diferente em cada um deles. No tempo da República das Duas Nações, a cultura polonesa, influenciada pela cultura ocidental, atraiu para si as classes sociais mais altas da Rutênia (bielorrussos e ucranianos) e comunidades lituanas levando-as a uma maior ou menor alienação de suas raízes étnicas.
A polonização às vezes foi relacionada de perto com a conversão à fé católica romana, uma vez que em algumas áreas e em alguns períodos históricos ser culturalmente polonês e ter a religião católica romana significava a mesma coisa, embora a correlação não fosse por meio universal. A promoção da Igreja Católica Apostólica Romana em detrimento das Igrejas Ortodoxas foi o aspecto da polonização que mais ressentimentos causou aos povos bielorrusso e ucraniano. Ao contrário dos lituanos, que eram de maioria católica e estavam prestes a perderem a sua identidade cultural como nação, mas que não era evidente para a maioria do povo lituano até o surgimento do renascimento nacional lituano no meio do século XIX.
No século XX as políticas de polonização da Segunda República Polonesa foram voltadas para alcançar uma homogeneidade étnica polonesa sobre todo o território da República, apesar de mais de um terço da população da Polônia não ser de poloneses. Essas políticas buscavam principalmente enfatizar o uso do idioma polonês na educação e nos meios oficiais, enquanto discriminavam o uso de outras línguas. Os proponentes desta política esperavam que ela resultasse no domínio total da língua polonesa após a sua contínua aplicação ao longo de algumas poucas gerações. Dado o curto espaço de tempo em que elas foram aplicadas, essas políticas, administradas com intensidade variada, chegaram bem próximas de seus objetivos, mas contribuíram para aumentar as tensões étnicas que levaram a uma grande escalada de violência durante a Segunda Guerra Mundial.

## Períodos históricos da polonização

### A Polônia dos Piasts
Entre os séculos XII e o XIV muitas cidades polonesas foram agraciadas, com a então chamada, Lei de Magdeburgo que promoveu o desenvolvimento das cidades e do comércio. O direito era geralmente concedido por ocasião da chegada dos colonos vindos da Alemanha. Depois de anos vivendo entre a maioria polonesa da Polônia Ocidental e Central aqueles grupos eram polonizados. A mesma forma de polonização ocorreu em relação aos comerciantes que se instalaram naquelas áreas, especialmente os gregos e os armênios, eles adotaram a maioria dos aspectos da cultura da Polônia, mas mantiveram a sua crença ortodoxa.

### A República das Duas Nações

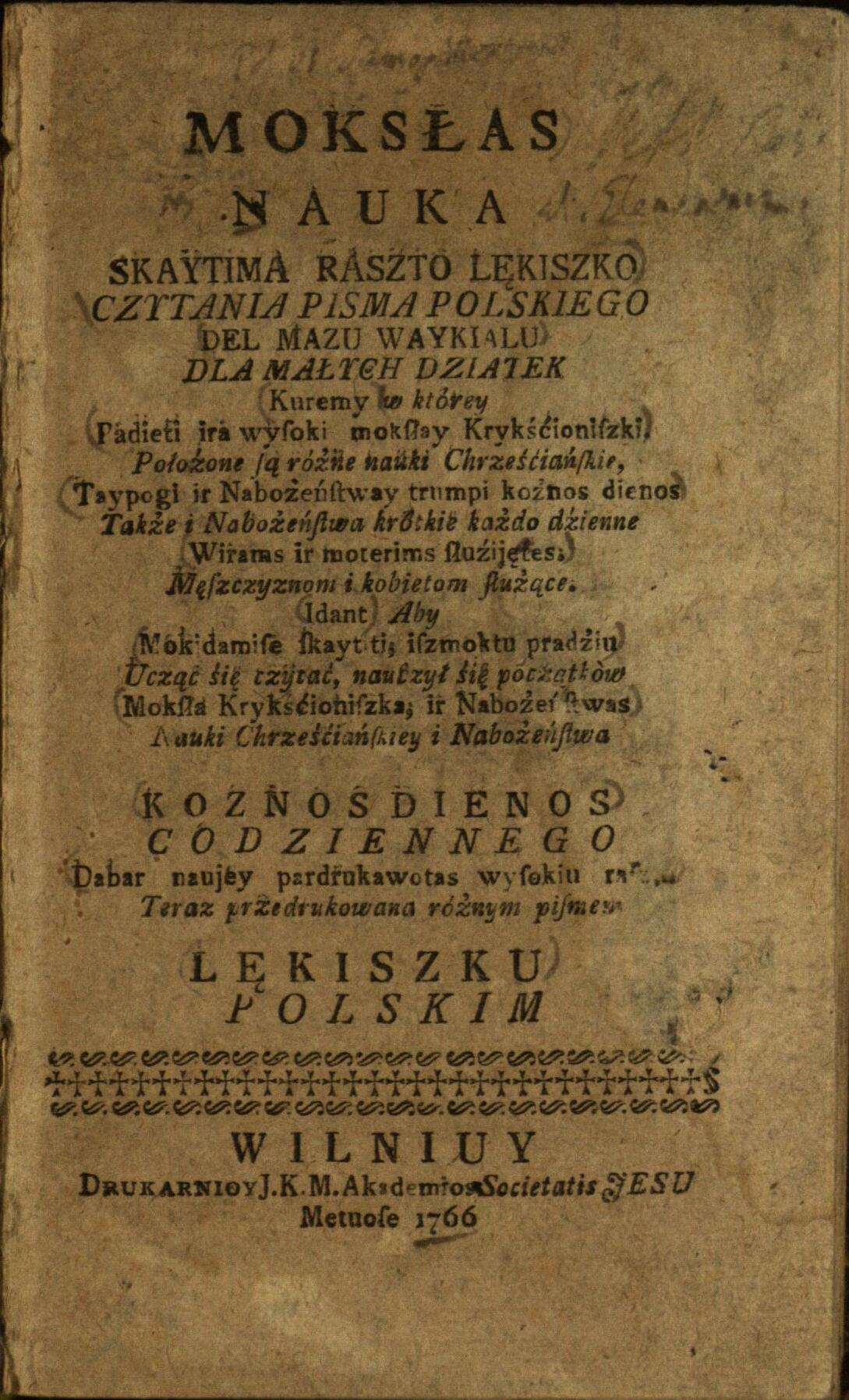
Cartilha do idioma polonês (em lituano), dedicado aos lituanos étnicos, Vilnius, 1766

Na República das Duas Nações as minorias (especialmente rutenos e lituanos) foram colocados sob a forte influência cultural e religiosa da Polônia. Essa influência teve início em 1569 com a União de Lublin, quando muitos dos antigos territórios controlados pela maioria rutena do Grão-Ducado da Lituânia foram absorvidos pela Coroa do Reino da Polônia, e formalmente terminou em 1795 por ocasião da Terceira Partição da Polônia, enquanto que na realidade ela continuou até o século XIX devido à servidão camponesa e às grandes propriedades que foram deixadas pelos Impérios Russo e Austríaco sob o controle dos magnatas poloneses.
No auge da colonização das terras rutenas pela nobreza polonesa e polonizada, ocorreram perseguições e até mesmo uma tentativa de proibição da atuação da Igreja Ortodoxa Oriental nos territórios controlados pela Polônia, prosseguindo com a fracassada tentativa de conversão dos camponeses rutenos ao Catolicismo. O aumento gradual da polonização da nobreza e da elite cultural rutenas resultou no quase completo abandono da cultura, tradições e religião rutenas.
O rei polonês Vladislau II Jagiello (reinou de 1386 a 1434) mandou construir muitas igrejas católicas e as dotou de generosas propriedades, distribuiu terras e títulos aos católicos, colonizou as cidades e aldeias com poloneses e deu a esses assentamentos os Direitos de Magdeburgo, privilégios que consistiam de muitas bonificações. Esses direitos eram dados apenas para aqueles assentamentos dominados por poloneses e alemães, mas não para assentamentos rutenos cujos habitantes eram totalmente taxados. Os nobres rutenos foram também dispensados da obrigação de pagamento de muitos impostos e seus direitos foram igualados aos da Szlachta polonesa, mas apenas para aqueles que adotassem o catolicismo. Recebiam compensações por ocasião do serviço militar, enquanto que aqueles que permaneciam ortodoxos não recebiam nada. De tal modo, que toda a população da Rutênia foi dividida entre os que recebiam privilégios e os que não recebiam nada e que mais tarde passaram a ser chamados de ortodoxos da Rutênia.
Sob o reinado do sucessor de Jagiello, Vladislau III de Varna (reinou de 1434 a 1444) a polonização, que anteriormente acontecia mais pela força do que por outros meios, atingiu um certo grau de sutileza. Vladislau III introduziu algumas reformas mais liberais. Ele ampliou os privilégios para todos os nobres rutenos, independentemente de sua religião, e em 1443 assinou um decreto dando os mesmo direito que a Igreja Católica possuía para a Igreja Ortodoxa a fim de melhorar o relacionamento com o clero ortodoxo. Essas políticas tiveram continuidade com o próximo rei, Casimiro IV, o Jaguelônico. Ainda, a expansão principalmente cultural da influência polonesa continuou uma vez que a nobreza rutena estava atraída pela fascinação da cultura Ocidental e pela ordem política polonesa onde os magnatas tornavam-se os únicos governantes das terras e servos de suas vastas propriedades.
Alguns magnatas rutenos como Sanguszko, Wiśniowiecki e Kisiel, resistiram à polonização cultural por várias gerações, com a família Ostrogski sendo um dos seus maiores exemplos. Permanecendo leais ao governo polonês, os magnatas, como os Ostrogskis, continuaram a praticar a religião de seus antepassados e apoiaram generosamente a Igreja Ortodoxa abrindo escolas, imprimindo livros na língua rutena (os primeiros quatro livros em cirílico no mundo foram publicados na Cracóvia, em 1491) e construindo igrejas ortodoxas. Porém, sua resistência foi gradualmente se enfraquecendo no passar de cada geração e à medida que a elite rutena adotava o idioma polonês e a religião católica.
Ainda, com a maioria do sistema educacional se tornando polonizados e a maioria das instituições sendo fundadas a oeste da Rutênia, a base da cultura rutena foi se deteriorando. Na Rutênia polonesa o idioma utilizado na escrita de documentos administrativos começou aos poucos a ser substituído pelo polonês. No século XVI é encontrado uma linguagem oficial peculiar, um misto do mais antigo Eslavo Eclesiástico, com a língua rutena falada pelo povo, e com a língua polonesa, com uma crescente influência desta última sobre as demais. Logo a maioria dos fonemas polonesa acabou por se impor aos rutenos. A confluência total de Rutênia e Polônia estava próxima a acontecer.
A Igreja de rito oriental greco-católica havia sido originalmente criada para atender à nobreza rutena, inicialmente ortodoxa, porém, acabou se tornando desnecessária para eles já que haviam sido em grande número convertidos diretamente para o rito romano do Catolicismo, a igreja logo se tornou uma hierarquia sem seguidores. A Igreja greco-católica foi então usada como ferramenta para separar os camponeses de suas raízes rutenas, ainda que na maioria das vezes sem sucesso. O povo, privado de seus protetores naturais, buscaram proteção entre os cossacos, que, sendo profundamente ortodoxos, tendiam também a revidar a violência contra aqueles que eles percebessem ser seus inimigos, particularmente o Estado polonês e o que era dito de seus representantes, os poloneses e em geral os católicos, assim como os judeus.
Após diversas revoltas cossacas, especialmente a decisiva Revolta de Khmelnytsky, e invasões estrangeiras (como o Dilúvio), a República das Duas Nações, foi perdendo suas forças e acabou sob o domínio de seus vizinhos, estava iniciado o seu declínio, o processo que culminaria com a eliminação da condição de Estado da Polônia no fim do século XVIII e pelos próximos 123 anos.
Enquanto que a prática da tolerância religiosa na República das Duas Nações foi algo sem precedente para o seu tempo, as políticas opressivas da Polônia com relação a seus súditos ortodoxos orientais são freqüentemente citadas como umas das principais razões que levaram ao desaparecimento do Estado.
Durante todo o tempo que durou a polonização na República das Duas Nações, na parte ocidental do país ela atingiu pequenos grupos de colonos, como o dos alemães Bambrzy na Grande Polônia.

### As Partições
A polonização aconteceu também no período em que o Estado polonês não existiu. Através do casamento de estrangeiros com poloneses (especialmente com polonesas). Este processo foi mais forte durante as Guerras Napoleônicas quando um grande número de soldados franceses se estabeleceu em terras polonesas.
Outra situação específica aconteceu na partição prussiana, onde durante a Kulturkampf como resultado da perseguição à Igreja Católica Apostólica Romana, os alemães católicos que viviam em áreas de maioria polonesa voluntariamente se integraram a eles, este processo atingiu, por exemplo, cerca de 100 000 alemães das províncias orientais da Prússia. Deve se notar que durante o mesmo período, o Estado alemão estava comprometido na implantação de programas de germanização da minoria polonesa (e semelhantemente, o Estado russo estava comprometido em forçar a russificação).

### A Segunda República Polonesa
Nos tempos da Segunda República Polonesa (1918-1939) muitos dos territórios controlados pela Polônia há séculos (desde o tempo da República das Duas Nações), que eram historicamente mesclados (parte rutena e parte polonesa), eram constituídos de maioria ucraniana e bielorrussa. Nos anos que se seguiram à Primeira Guerra Mundial renasceu a condição de Estado da Polônia, e aquelas terras tornaram-se novamente disputadas, porém os poloneses tiveram mais sucesso que a recém criada República Nacional da Ucrânia Ocidental na Guerra polaco-ucraniana. Assim, depois que a Polônia eliminou a tentativa na Galícia e Volínia de se tornarem um Estado ucraniano, seguiu-se a expansão em direção ao Oeste através da Bielorrússia feita pela União Soviética somente para intimidar a Polônia, estes territórios terminaram sob o controle polonês. Desse modo, a Polônia teve de lidar com os problemas que resultou de sua expansão sobre os territórios de população não polonesa já que aproximadamente um terço da população do novo Estado era formada de não poloneses e não católicos.
Os territórios ucranianos da Galícia e Volínia tinham formações diferentes, histórias diferentes e diferentes religiões dominantes. Até a Primeira Guerra Mundial, a Galícia com sua grande população greco-católica ucraniana, era controlada pelo Império Austríaco cujas políticas locais eram relativamente favoráveis aos ucranianos (rutenos) a fim de consolidar o controle austríaco sobre os territórios e prevenir as tendências políticas da população em direção ao restante da população ucraniana controlada pelo Império Russo. Tais políticas resultaram em uma percepção mais forte de nacionalismo dentre os ucranianos da Galícia. Por outro lado, os ucranianos da Volínia, anteriormente pertencentes ao Império Russo, eram de religião ortodoxa e mantinham ainda forte interesse por tudo que se relacionasse à Rússia. Então, enquanto a Igreja Greco-Católica Ucraniana (IGCU), cujas funções na comunhão com a Igreja Católica e cujas lideranças viam no Catolicismo uma das principais ferramentas para unificar a nação esperava receber um melhor tratamento por parte da Polônia, acabaram sendo vistos pelos poloneses com muita desconfiança, diferentemente dos volianos ortodoxos ucranianos vistos como bons candidatos para uma assimilação política. Tanto é que inicialmente a política polonesa na Ucrânia foi a de manter afastados os "bons" volianos ortodoxos da influência dos "maus" galegos greco-católicos.
Devido à história da região, a Igreja Greco-Católica Ucraniana atingiu um forte caráter de nacionalismo ucraniano e as autoridades polonesas buscaram enfraquecê-la de todas as maneiras. Em 1924, após uma visita à América do Norte e Europa Ocidental, o chefe da IGCU juntamente com alguns seguidores católicos ucranianos foram inicialmente impedidos de retornarem a Lviv e só foram autorizados após um considerável tempo de espera. Os padres poloneses liderados por seus bispos começaram a empreender trabalhos missionários entre os crentes do rito oriental e muitas restrições administrativas foram impostas à Igreja Greco-Católica Ucraniana.
Com relação à população ortodoxa ucraniana na Polônia Oriental, o governo polonês inicialmente emitiu um decreto defendendo os direitos das minorias ortodoxas. Na prática, isto não ocorreu, uma vez que os católicos, ansiosos também em fortalecer suas posições, tinham representação oficial no Sejm e nos tribunais. Qualquer acusação era forte o suficiente para que uma determinada igreja fosse confiscada e entregue para a Igreja Católica Romana. 190 igrejas ortodoxas foram destruídas (algumas das igrejas destruídas estavam abandonadas e 150 mais foram obrigadas a transformarem-se em igrejas católicas romanas (não greco-católicas). Tais ações foram condenadas pelo chefe da Igreja Greco-Católica Ucraniana, o metropolita Andrei Sheptytsky, que afirmou que esses atos "destruiriam, nas almas de nossos irmãos ortodoxos, qualquer possibilidade de uma reunificação."
Como lidar com as minorias não polonesas era assunto de intensos debates dentre as lideranças polonesas. Duas idéias de política polonesa colidiram na ocasião - uma mais tolerante e com uma proposta de aproximação menos assimilacionista defendida Józef Piłsudski, cujo projeto de criar uma federação Międzymorze com outros países falhou em decorrência da Guerra polaco-soviética, e a outra, de prevalência estritamente nacionalista e de aproximação assimilacionista defendida por Roman Dmowski, ministro das relações exteriores e Stanisław Grabski, ministro da educação e religião. Dmowski e Grabski viam a solução para o "problema das minorias" na imposição de "valores poloneses" (do idioma polonês e da religião católica) sobre as minorias para se conseguir a "assimilação nacional", isto é, torná-los "poloneses" já na "próxima geração". Por outro lado, Józef Piłsudski, o Chefe de Estado polonês que também controlava o Exército, apoiava a assimilação do "Estado" ao invés da assimilação "nacional" como forma de uma aproximação mais prática.
Como a maioria do governo polonês era inicialmente controlado por Roman Dmowski, líder dos Democratas Nacionais (endecja) e forte defensor da polonização, as políticas baseadas em seu ponto de vista foram implementadas. Dmowski teria dito: Onde quer que possamos multiplicar nossas forças e nossos esforços civilizadores, absorvendo outros elementos, nenhuma lei nos pode proibir de fazer isso, tais ações são nosso dever. As políticas executadas pela "Endecja", alienaram as minorias da Polônia de tal maneira, que mesmo quando Piłsudski assumiu o poder em 1926 suas modestas tentativas de reformas não afetaram a atitude das minorias.
Quando os territórios da Bielorrússia Ocidental, Ucrânia Ocidental e a região de Wilnius foram incorporadas pela Polônia depois da Paz de Riga, a Polônia rejeitou suas obrigações internacionais para conceder autonomia à Galícia Oriental. A assimilação lingüística foi considerada como o principal fator da "unificação do Estado" pelo Partido Nacional Democrata Polonês. Por exemplo, Stanisław Grabski, o ministro polonês para a Religião e Educação Pública em 1923 e 1925-1926 escreveu que "A Polônia só pode se preservar sendo um Estado de poloneses. Caso se torne um Estado de poloneses, judeus, alemães, rutenos, bielorrussos, lituanos, russos, ele perderá novamente a sua independência" e que "é impossível construir uma nação com aqueles que não possuem uma 'identificação nacional', que se chamam a si mesmos de "nativos" (polésios)." Grabski também disse que a política polonesa deveria ser "a transformação da Comunidade em um território étnico polonês". Alguns outros membros do governo rejeitaram totalmente a existência das nações da Ucrânia e da Bielorrússia.
Uma lei editada em 1924 proibiu o uso de qualquer idioma, que não fosse o polonês, em documentos do governo ou dos municípios. Na área da educação pública ficou instituído que as escolas estatais só poderiam ensinar o idioma polonês. As populações locais poderiam ter as suas escolas particulares com o idioma local, mas apenas nos territórios "leais ao Estado polonês". Especialmente no que diz respeito aos territórios orientais (conhecidos como Kresy Wschodnie, ou "Regiões Fronteiriças Orientais") foi reconhecido que "as escolas só poderiam se tornar um instrumento do desenvolvimento cultural em terras orientais caso os professores poloneses trabalhassem lá". Isto acabou se tornando inviável para ser implementado e, em casos particulares, foram propostas escolas que tivessem as duas línguas, porém na realidade, essas escolas acabaram por ensinar apenas o idioma polonês.
Na política interna, o governo de Piłsudski se caracterizou pela grande necessidade de estabilização e pela melhoria da situação das minorias étnicas, que formavam quase um terço da população da Segunda República. Piłsudski substituiu a política da 'assimilação étnica' da endecja pela 'assimilação do Estado': os cidadãos eram julgados por sua lealdade ao Estado, não por sua nacionalidade. Os anos de 1926-1935 foram favoravelmente vistos por muitos judeus poloneses, cuja situação melhorou especialmente com a indicação por Piłsudski do ministro Kazimierz Bartel. Porém, o somatório de vários acontecimentos, desde a Grande Depressão, que fez com que Pisłudski viesse a precisar do apoio de outros partidos para a eleição do parlamento até o surgimento de ataques terroristas realizados pela Organização de Nacionalistas Ucranianos e pacificações dentro do governo indicaram que a situação continuava a se degenerar, apesar dos esforços de Piłsudski.
Na Volínia, onde a maioria da população era ucraniana e onde as questões de terras eram particularmente mais severas, o governo polonês planejou uma reforma agrária para ser favorável aos poloneses, mesmo sendo a população ortodoxa da Volínia menos radical que os galegos greco-católicos.
Depois da eleição legislativa polonesa de 1930, a representação bielorrussa no parlamento polonês foi reduzida e a partir daí o governo polonês começou a introduzir a polonização das minorias naquela região. Em 1938 cerca de 100 igrejas ortodoxas abandonadas foram destruídas ou convertidas em igrejas católicas romanas na região oriental da Polônia. O uso do idioma bielorrusso foi desestimulado. Não havia uma única escola bielorrussa na primavera de 1939, e apenas 44 escolas que ensinavam a língua bielorrussa existiam na Polônia no início da Segunda Guerra Mundial.

### Período após a Segunda Guerra Mundial
À etnia alemã, que ainda vivia nos territórios ocidentais ganhos pela Polônia (determinado pela Conferência de Teerã por Stalin como conseqüência da Segunda Guerra Mundial - por exemplo, a Silésia), foi negado o uso de seu idioma em locais públicos pelo Regime comunista e eles tinham que adotar o idioma e a cidadania polonesas a fim de evitarem a discriminação, expropriação e insultos. Cerca de 180 000 foram enviados para campos de trabalhos forçados como o campo Tost, o Potulice ou o Lambsdorf. Sua situação melhorou em 1950 com o Tratado de Zgorzelec entre a Polônia e a RDA. A Alemanha Oriental, contudo não reconheceu esse acordo. Até 1953 havia 55 escolas alemãs de ensino básico e 2 de ensino superior na Polônia. Diferentemente dos poloneses na Alemanha, os alemães desfrutavam de um status formalmente reconhecido de uma minoria étnica na moderna Polônia.
Durante a Operação Wisła em 1947, as populações ucranianas e rutenas foram forçadas a se retirarem de seus territórios históricos no sudeste da Polônia e seguirem para as áreas ao norte dos territórios entregue pelos Aliados da Segunda Guerra Mundial à Polônia nos assentamentos do pós-guerra. Segundo as ordens do Ministério dos Territórios Recuperados "o principal objetivo da recolocação dos colonos "W" é sua assimilação em um novo ambiente polonês, todos os esforços devem ser feitos para se alcançar essas metas. Não utilize o termo "ucranianos" para esses colonos."

## Etnicidade de figuras notáveis
Como conseqüência do processo de polonização cultural, disputas acontecem como no caso de algumas pessoas notáveis tais como, Tadeusz Kościuszko, Adam Mickiewicz e Ignacy Domeyko, que são, ao mesmo tempo, reivindicados como celebridades nacionais pelos poloneses, pelos bielorrussos e pelos lituanos.